# Uršlja
Il monte Uršlja con 1.699 m s.l.m. è una cima della catena montuosa delle Caravanche Orientali. È situato nel comune di Slovenj Gradec in Slovenia, nella regione della Carinzia in Slovenia.

## Descrizione
La cima del monte è divisa tra i comuni di: Slovenj Gradec, Ravne na Koroškem e Črna na Koroškem, vi si trova il rifugio Monte Ursula e la chiesa di S. Ursula.

## Galleria d'immagini

Vista dalla chiesa di S. Ursula
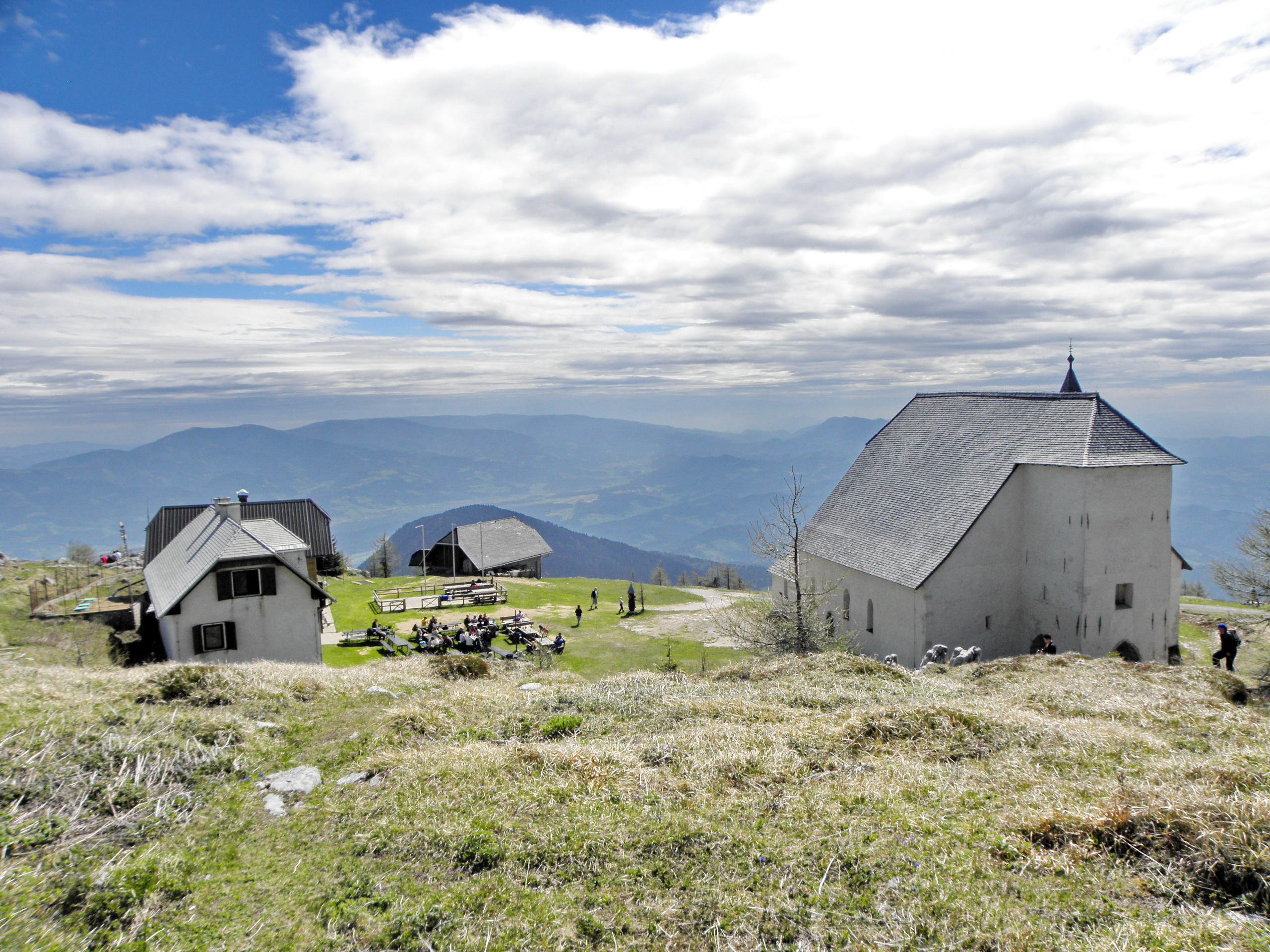
Il rifugio e la chiesa
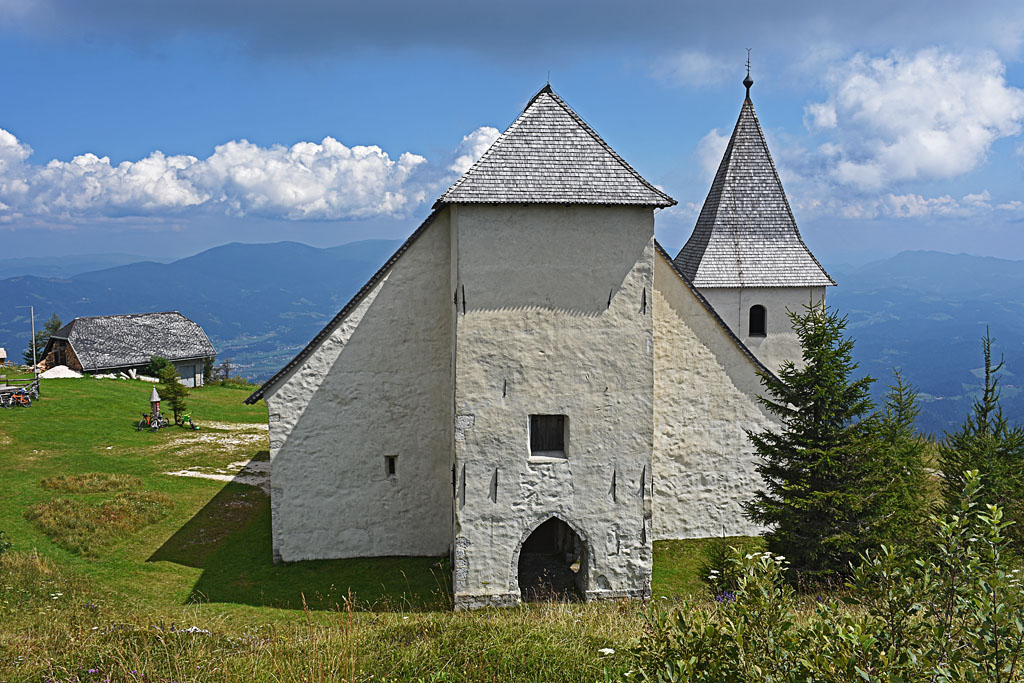
La chiesa di S. Ursula